# گروه اورگرند
گروه اورگرند (انگلیسی: Evergrande Group) شرکت املاک و مستغلات چینی است، که در زمینه ساخت‌وساز و مدیریت مجتمع‌های مسکونی، اداری و تجاری، توسعه املاک و مستغلات، همچنین کشاورزی تجاری، تولید پانل خورشیدی و شیر خشک فعالیت می‌کند.
شرکت اورگرند در سال ۱۹۹۶ توسط شو جیاین تأسیس شد و در حال حاضر دومین شرکت توسعه املاک و مستغلات در چین می‌باشد.
دفتر مرکزی این شرکت در شهر گوانگ‌ژو، گوانگ‌دونگ، چین قرار دارد و بخشی از سهام آن در بازار بورس اوراق بهادار هنگ کنگ معامله می‌شود. 